# Emily Deschanel

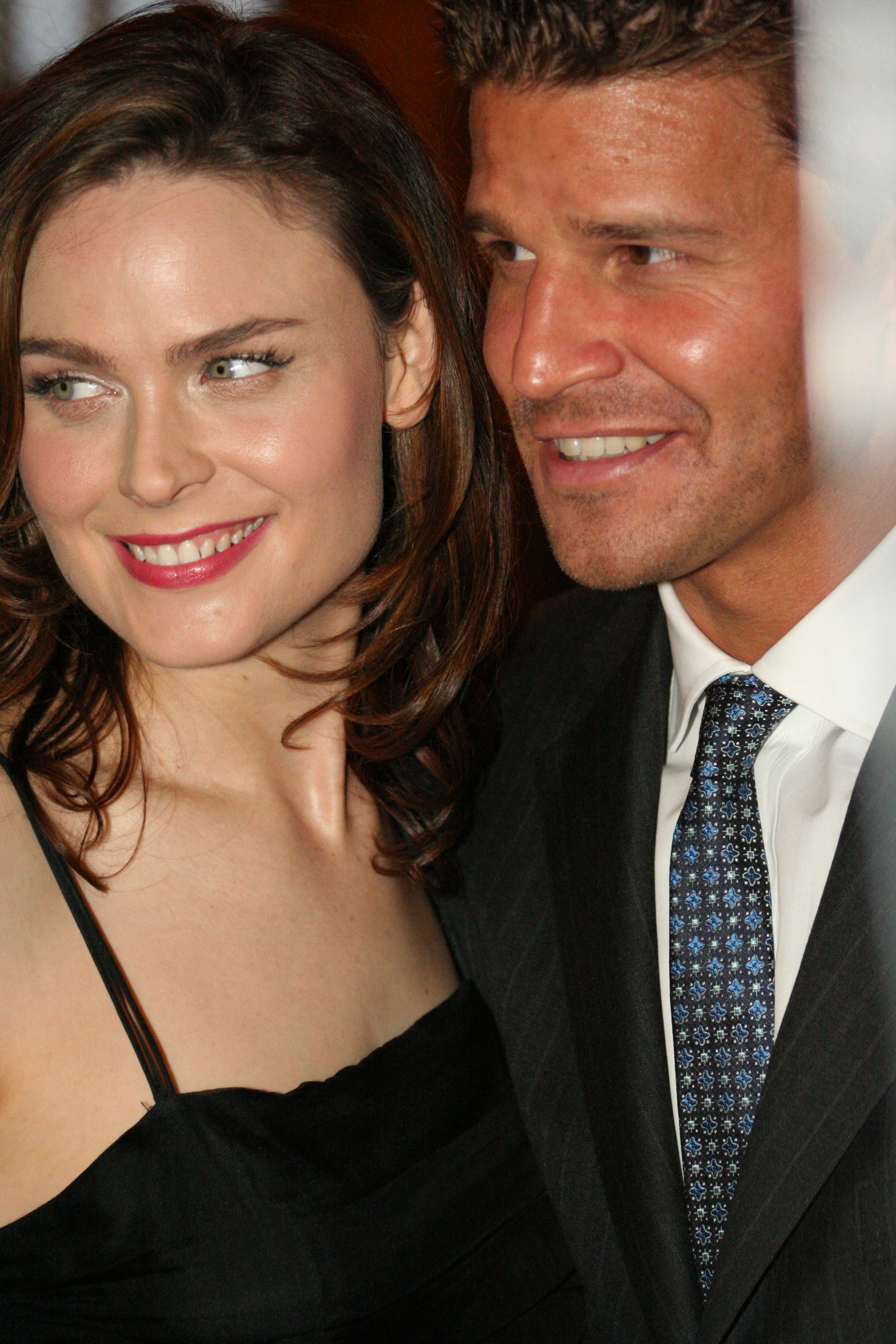
Emily Deschanel y David Boreanaz

Emily Erin Deschanel (Los Ángeles, California; 11 de octubre de 1976) es una productora y actriz estadounidense, conocida por interpretar a Temperance Brennan en la serie de televisión Bones.

## Biografía
Nació en Los Ángeles, California, y es hija del director de fotografía Caleb Deschanel y de la actriz Mary Jo Deschanel. Tiene ascendencia irlandesa y francesa, su abuelo paterno era francés, de Oullins, Rhône; sus raíces también incluyen ascendencia suiza, holandesa, inglesa e irlandesa. Es la hermana mayor de la actriz, cantante y compositora, Zooey Deschanel. Deschanel asistió a la Universidad de Harvard-Westlake y Crossroads School en Los Ángeles, antes de graduarse en el Programa de Formación de Actores de la Universidad de Boston como Profesional con una licenciatura en Bellas Artes en Teatro.[cita requerida]

## Carrera
Emily hizo su debut en el cine con la película Lotería del Amor (1994). Su siguiente papel destacado fue en la película escrita por Stephen King, Rose Red en 2002, luego apareció en Cold Mountain, The Alamo y Glory Road. En 2004 fue nombrada una de las "seis actrices para ver" por la revista Interview.
En 2005, protagonizó la película de terror, Boogeyman interpretando el papel de Kate Houghton. Ese mismo año Emily fue elegida para el papel del Dra. Temperance Brennan en Bones, una serie de Fox basada en la heroína de las novelas de la antropóloga forense Kathy Reichs. Por su actuación recibió una nominación al Premio Satellite (2006) y una nominación para un Teen Choice Awards (2007). Desempeñó este papel durante doce temporadas y ejerció, además, como coproductora desde el inicio de la tercera temporada de la serie, y como productora desde mediados de la cuarta temporada de la serie, junto con su coestrella David Boreanaz.

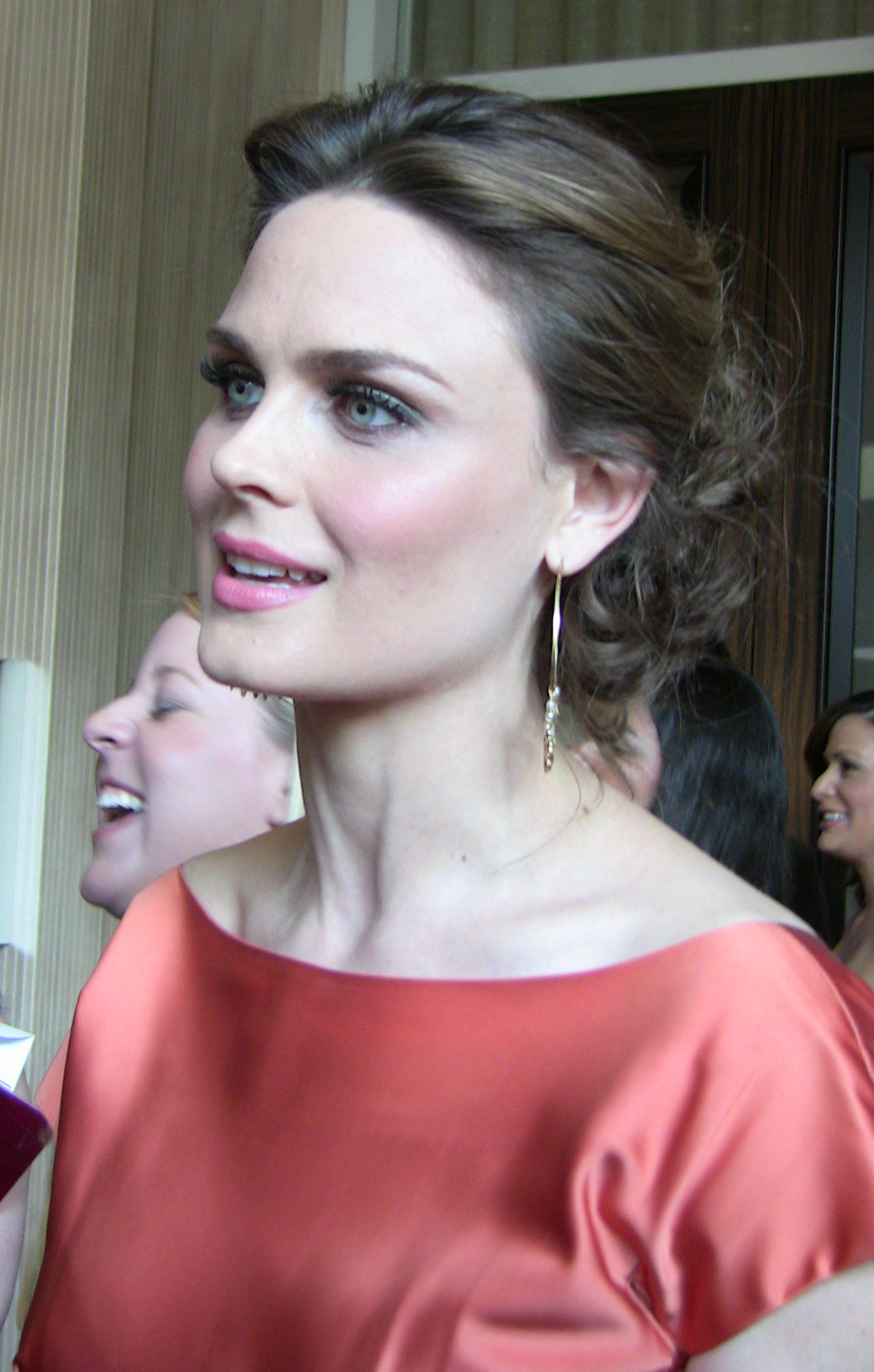
Emily Deschanel en marzo de 2009 en la 23 entrega de los premios Genesis en Beverly Hills, California.

Deschanel, con Alyson Hannigan, Jaime King, Minka Kelly y Katharine McPhee hizo un video de una fiesta de pijamas que apareció en FunnyorDie.com para promover los exámenes de prevención del cáncer de mama de la organización Stand Up 2 Cancer.

## Vida personal
Deschanel es vegana y una comprometida defensora de los derechos de los animales Es miembro de PETA. Se la puede ver en un vídeo de Access Hollywood en el evento de lanzamiento del libro de Karen Dawn Agradeciendo al Mono: replantearse la manera en que tratamos a los animales, opinando que los vegetarianos y las dietas veganas ayudan al medio ambiente. Un vídeo en la página de su sitio web habla de la importancia de los derechos de los animales. También ha hecho el video "La cruda realidad de los lácteos", en el que compara su maternidad plácida y feliz con el sufrimiento de las vacas al serles arrebatados los terneros
Se casó el sábado 25 de septiembre de 2010 con el escritor y actor David Hornsby durante una pequeña ceremonia privada en la zona de Pacific Palisades de Los Ángeles. El primer hijo de la pareja, Henry Lamar Hornsby, nació el 21 de septiembre de 2011. El 8 de junio de 2015, Emily Deschanel dio a luz a su segundo hijo, Calvin Hornsby.
Deschanel apareció en el puesto nº72 en el Hot 100 en 2012 AfterEllen.

## Filmografía

### Cine
| Año  | Película               | Personaje                              | Notas            |
| ---- | ---------------------- | -------------------------------------- | ---------------- |
| 1994 | It Could Happen to You | Activista contra el uso de piel animal |                  |
| 2000 | It's a Shame About Ray | Maggie                                 | Corto            |
| 2001 | The Heart Department   | Maude Allyn                            | Película para TV |
| 2003 | The Dan Show           | Sam                                    | Película para TV |
| 2003 | Easy                   | Laura Harris                           |                  |
| 2003 | Cold Mountain          | Sra. Morgan                            |                  |
| 2004 | The Alamo              | Rosanna Travis                         |                  |
| 2004 | Spider-Man 2           | Recepcionista                          |                  |
| 2004 | Old Tricks             | Mujer                                  | Corto            |
| 2005 | Boogeyman              | Kate Houghton                          |                  |
| 2005 | Mute                   | Claire                                 | Corto            |
| 2005 | That Night             | Annie                                  |                  |
| 2006 | Camino a la gloria     | Mary Haskins                           |                  |
| 2009 | My Sister's Keeper     | Dra. Farquad                           |                  |
| 2011 | The Perfect Family     | Shannon Cleary                         |                  |

### Televisión
| Año         | Serie                             | Personaje                        | Notas                                      |
| ----------- | --------------------------------- | -------------------------------- | ------------------------------------------ |
| 2002        | Rose Red                          | Pam Asbury                       | Miniserie; 3 episodios                     |
| 2002        | Law & Order: Special Victims Unit | Cassie Germaine                  | "Surveillance"                             |
| 2002        | Providence                        | Annie Frank                      | 2 episodios                                |
| 2004        | Crossing Jordan                   | Michelle                         | "All the News Fit to Print"                |
| 2005 - 2017 | Bones                             | Dr. Temperance Brennan           | Protagonista                               |
| 2009        | Tit for Tat                       | Emily                            |                                            |
| 2010        | The Cleveland Show                | Julia Robertson                  | "Cleveland Live!". Voz                     |
| 2015        | Sleepy Hollow                     | Dr. Temperance Brennan           | Estrella invitada. Temporada 3, episodio 5 |
| 2018        | Los Simpson                       | Ella misma interpretando a Marge | Temporada 30, episodio Bart no está muerto |
| 2021        | The Rookie                        | Sara Nolan                       | Temporada 3, episodio 12                   |
| 2022        | Devil in Ohio                     | Dr. Suzanne Mathis               | Protagonista                               |

## Premios y nominaciones
| Año  | Premio                     | Categoría                                      | Título | Resultado |
| ---- | -------------------------- | ---------------------------------------------- | ------ | --------- |
| 2006 | Satellite Awards           | Mejor Actriz de Serie Dramática                | Bones  | Nominada  |
| 2007 | Teen Choice Awards         | Actriz de TV : Drama                           | Bones  | Nominada  |
| 2011 | Teen Choice Awards         | Actriz de TV : Drama                           | Bones  | Nominada  |
| 2011 | People's Choice Awards     | Luchadora del crimen favorita en la televisión | Bones  | Nominada  |
| 2012 | People's Choice Awards     | Actriz Favorita de TV: Drama                   | Bones  | Nominada  |
| 2012 | Teen Choice Awards         | Actriz de TV : Drama                           | Bones  | Nominada  |
| 2012 | Premios Emmy (2005 - 2017) | Actriz de TV : Drama                           | Bones  | Nominada  |